# メックミュール
メックミュール (ドイツ語: Möckmühl) は、ドイツ連邦共和国バーデン＝ヴュルテンベルク州ハイルブロン郡に属す郡所属市。

## 地理

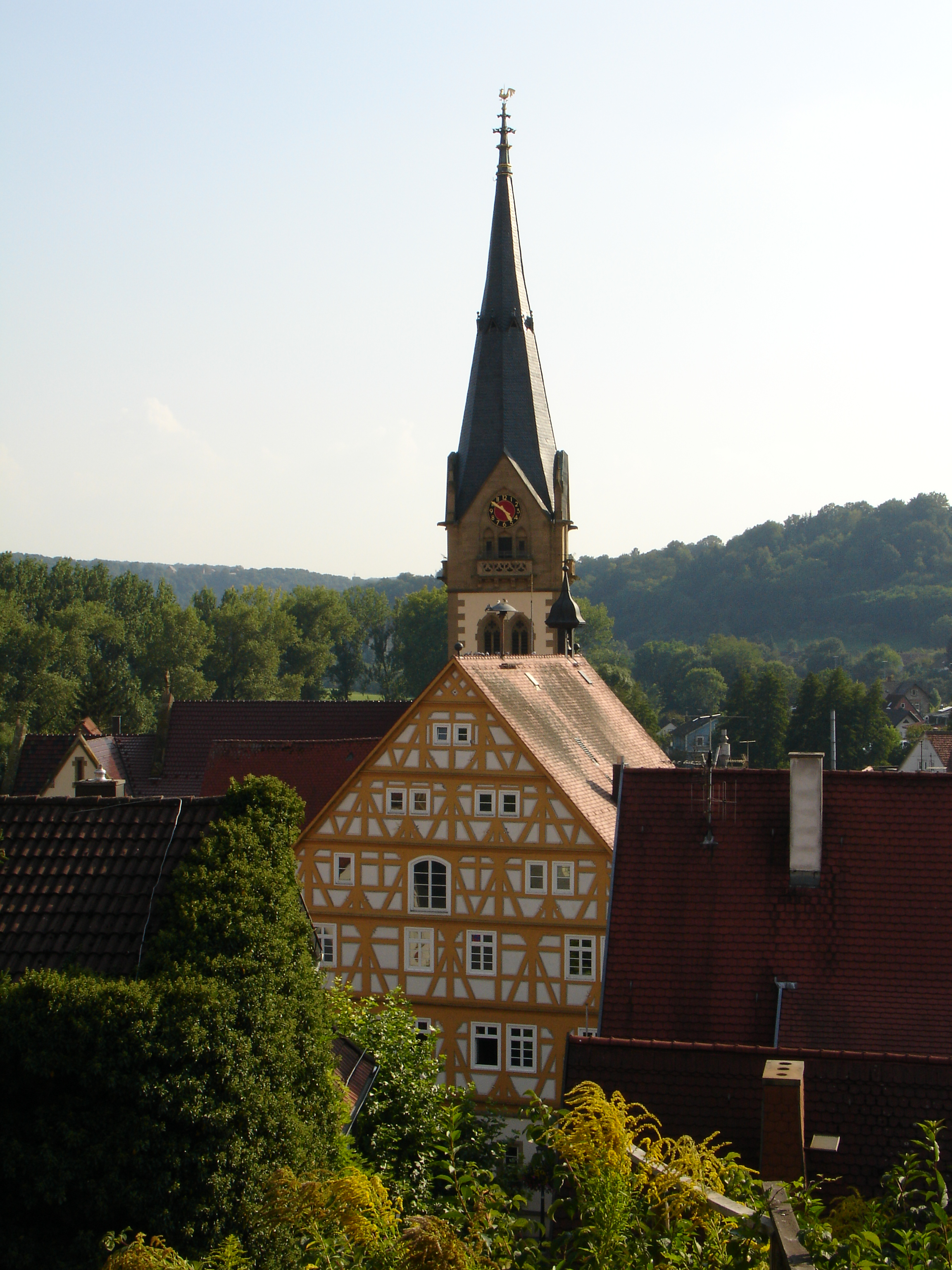
メックミュールの眺め

### 位置
メックミュールは、ハイルブロンの北、ゼカッハ川がヤクスト川に合流する、標高169mから350mの場所に位置する。

### 隣接する市町村
メックミュールに隣接する市町村は、北西から時計回りに、ビリヒハイム（ネッカー＝オーデンヴァルト郡）、ロイクハイム、アーデルスハイム（ネッカー＝オーデンヴァルト郡）、ヴィッデルン、ハルトハウゼン・アム・コッハー、ノイデナウである。このうち、ビリヒハイムとアーデルスハイム以外の市町村はいずれもハイルブロン郡に属す。メックミュールは、ヤクストハウゼン、ロイクハイム、ヴィッデルンと行政共同体を形成している。

### 地区
この都市は、中核地区であるメックミュール地区（人口: 5,740人）、ビッテルブロン地区（172人）、コルプ地区（322人）、ルフゼン地区（709人）、ツュトリンゲン地区（1,113人）からなる。

## 歴史
その出土品から、メックミュールの土地には、新石器時代から人が定住していたことが明らかとなっている。ケルト人やローマ人もこの地に住んだ。750年から779年までの間にメックミュールは、Meitamulin, Meitamulen あるいは Mechitamulin という名でフルダ修道院の文書中に初めて記述されている。これにルフゼン（768年、Rochesheimと記載）、ツュトリンゲン（8世紀、Zutilingen）、コルプ（1100年頃、Corbe）、ビッテルブロン地区（1161年、Bittelbrunnen）と続く。
13世紀には、ヴュルテンベルクのレーエンとしてデュルン家がメックミュールを領した。1250年頃にこの集落は都市権を獲得した。1287年にホーエンローエ家、1445年にプファルツ選帝侯、1504年に6日間の包囲戦の末最終的にヴュルテンベルク公領となった。1379年に神学校とともに参事会が発足した（1558年に解散）。1519年には、ゲッツ・フォン・ベルリヒンゲンがシュヴァーベン同盟軍の攻撃から町を防衛したが、捕らえられ、ハイルブロンに3年半の間拘禁された。1521年、皇帝カール4世はメックミュールをヴュルツブルク司教に売却したが、1542年にはヴュルテンベルク公ウルリヒに転売された。1525年、メックミュール市はドイツ農民戦争に荷担したとして、400グルデンの課徴金を科された。

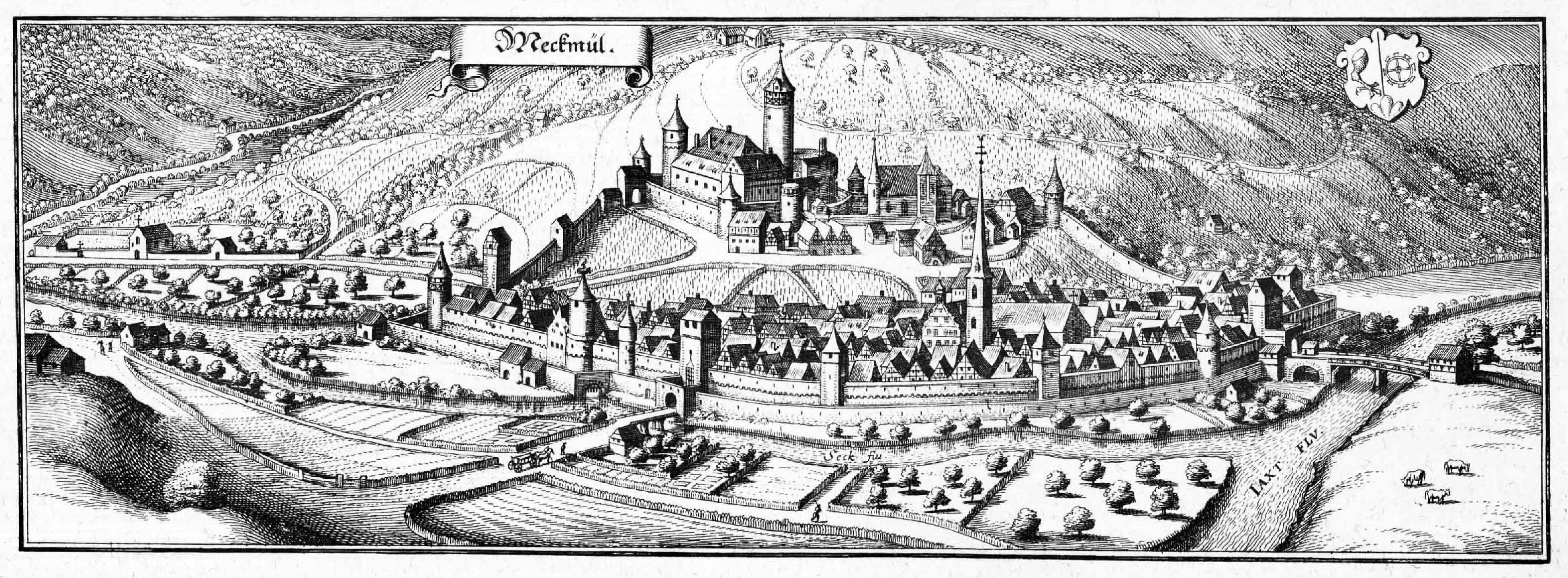
1640年頃のメックミュール

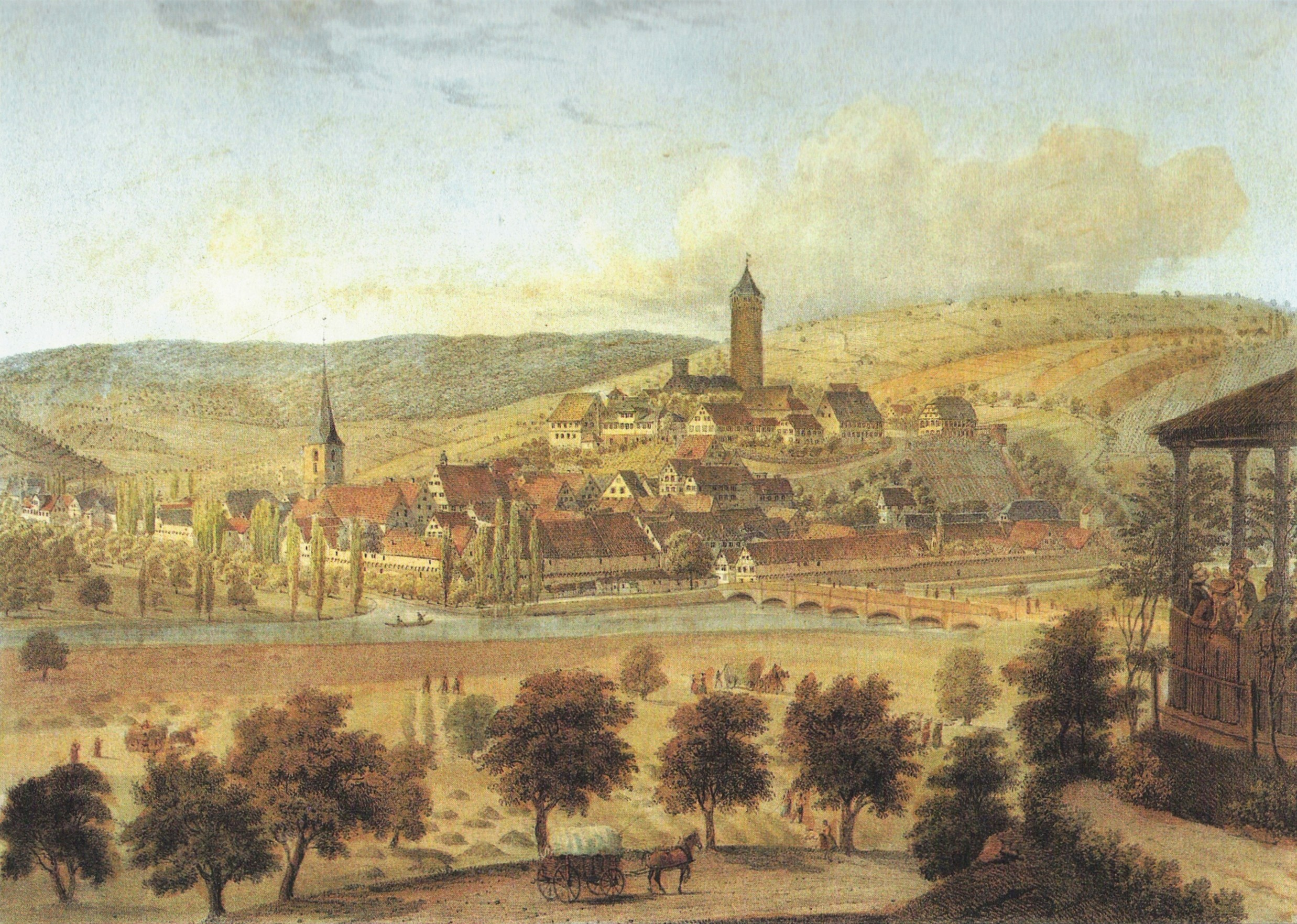
メックミュールを描いたリトグラフ。1854年。

三十年戦争の時代、1627年から1635年の間に、市民の80%がペストあるいはそれに続く戦禍により亡くなった。城山の参事会教会は、三十年戦争末期にフランス軍により破壊された。1649年から1742年までメックミュール市とそのアムトは、ヴュルテンベルク家の傍流であるヴュルテンベルク＝ノイエンシュタット家が治めた。1665年から1667年までメックミュールでは魔女狩りが行われた。1808年にオーバーアムト・メックミュールが廃止された。それまでメックミュールは、死刑宣告の高権を有する伯爵家の裁判所が置かれていた。1945年、第二次世界大戦末期、メックミュールは大規模な破壊攻撃を免れた。これは、ドイツの防衛軍を市民が撤退させたことによるものである。また、ヤクスト橋の爆破を未然に阻止したことも、攻撃回避に貢献したのであろう。1971年にコルプ、1972年にビッテルブロンとルフゼン、1975年にツュトリンゲンが合併した。1974年、ヴァインスベルクからヴュルツブルクへのアウトバーンA81号のインターチェンジにより、メックミュールは広域自動車道路網に直接接続した。1987年から1996年の間にメックミュールの人口は6,000人から8,000人に増加した。これは、主に、ソヴィエト連邦からの移住者によるものである。

### 宗教
ウルリヒ公は1642年にメックミュールに宗教改革をもたらした。
メックミュールおよびその市区にはプロテスタント地方教会の教会組織の他にカトリック教会もある。この他メックミュールには、福音派自由教会（バプテスト教会）、メノナイト、新使徒派（メックミュールとツュトリンゲン）がある。他には一般に新宗教とみなされるエホバの証人といった教会がある。

### 市町村合併
1971年1月1日にコルプが合併し、ブーヒェン郡からハイルブロン郡に移管された。1972年3月1日には、元々1836年までメックミュールに属していたビッテルブロンと、ルフゼンが合併し、ブーヒェン郡が廃止された。最後に1975年1月1日にツュトリンゲンが合併した。

## 行政

### 市議会
市議会は20議席で、これに議長を務める市長が加わる。
ビッテルブロン地区、コルプ地区、ルフゼン地区、ツュトリンゲン地区は、それぞれ独自の地区議会を有している。

### 紋章
図柄: 緑の三峰の山が盾の基部に描かれている。左右二分割。向かって左は青地に、黒い羽毛を持つ金の鷲の爪。向かって右は、銀地に4本スポークの水車の輪。
市の色は、青と白である。
鷲の爪は1499年の市の印章にすでに登場する。水車は1639年にメックミュールの印章に現れる。1645年にこの両者を組み合わせた印章が使われ出した。基本的には、この印章が現在までほとんど変わりなく使われている。

### 友好都市
- ケラスコ（イタリア、ピエモンテ州）2001年
- Piliscsaba （ハンガリー）2004年

## 文化と見所

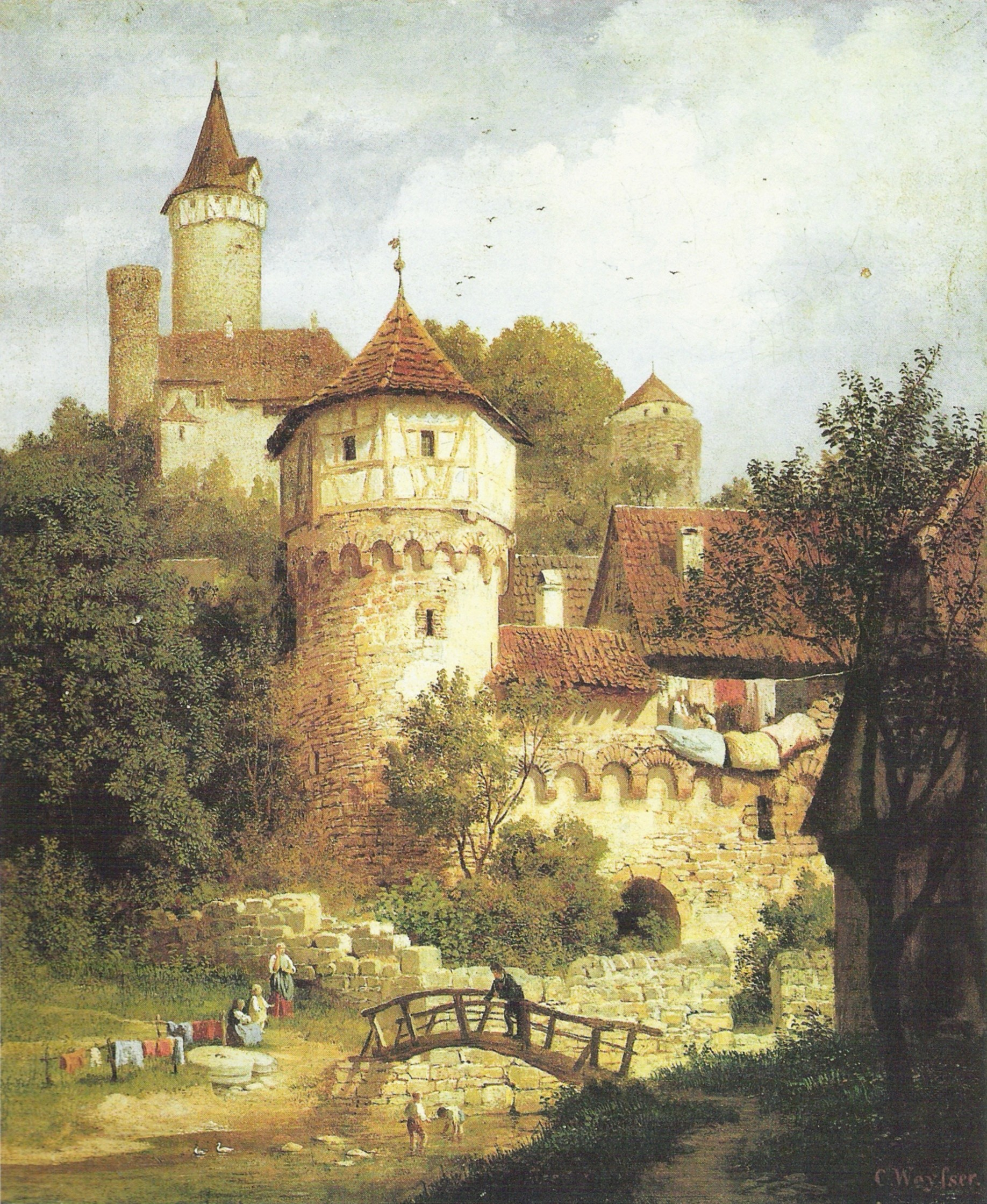
メックミュールの城と市壁を描いたカール・ヴェイサー作の油彩画。1870年頃。

ヤクストタールビューネ・メックミュールは、1991年から毎年6-7月に、ルフゼナー門前広場で野外演劇を上演している。2004年からは、この地域で有名なクヌルプス人形劇団がメックミュールに居を構えている。

### 博物館
メックミュール郷土博物館は、郷土文化と地方裁判についての展示を行っている。

### 建築

#### メックミュール
メックミュールには、その中心部に、広範囲にわたって防衛施設や防衛用の塔を持つ市壁や、多くの古い建築物が遺されている。列挙すると、たとえば、1589年（1895年と1992年に修復された）の市役所、1750年の牧師館、1627年の牧師補の居館、1783年の染物屋の館、1758年から1927年まで営業していた薬局などである。最後の薬局は、城の上に位置し、かつてはオーバーアムトの施設として利用されていた。城山からは牧歌的な旧市街が見渡せる。メックミュール城は、1517年から1519年までゲッツ・フォン・ベルリヒンゲンが官邸としていた城である。この城は、現在私邸であり、一般公開はしていない。

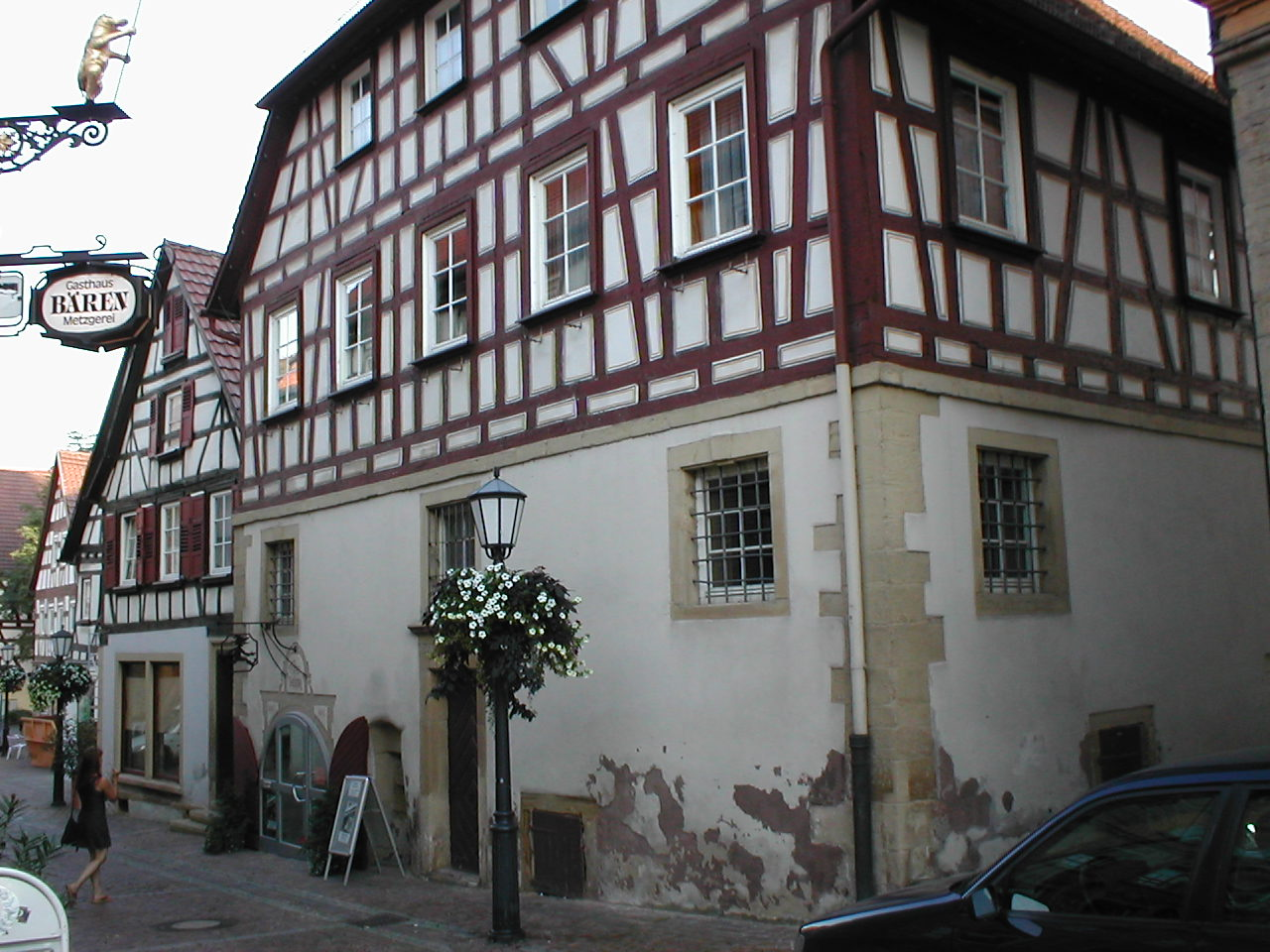
1750年建造の牧師館
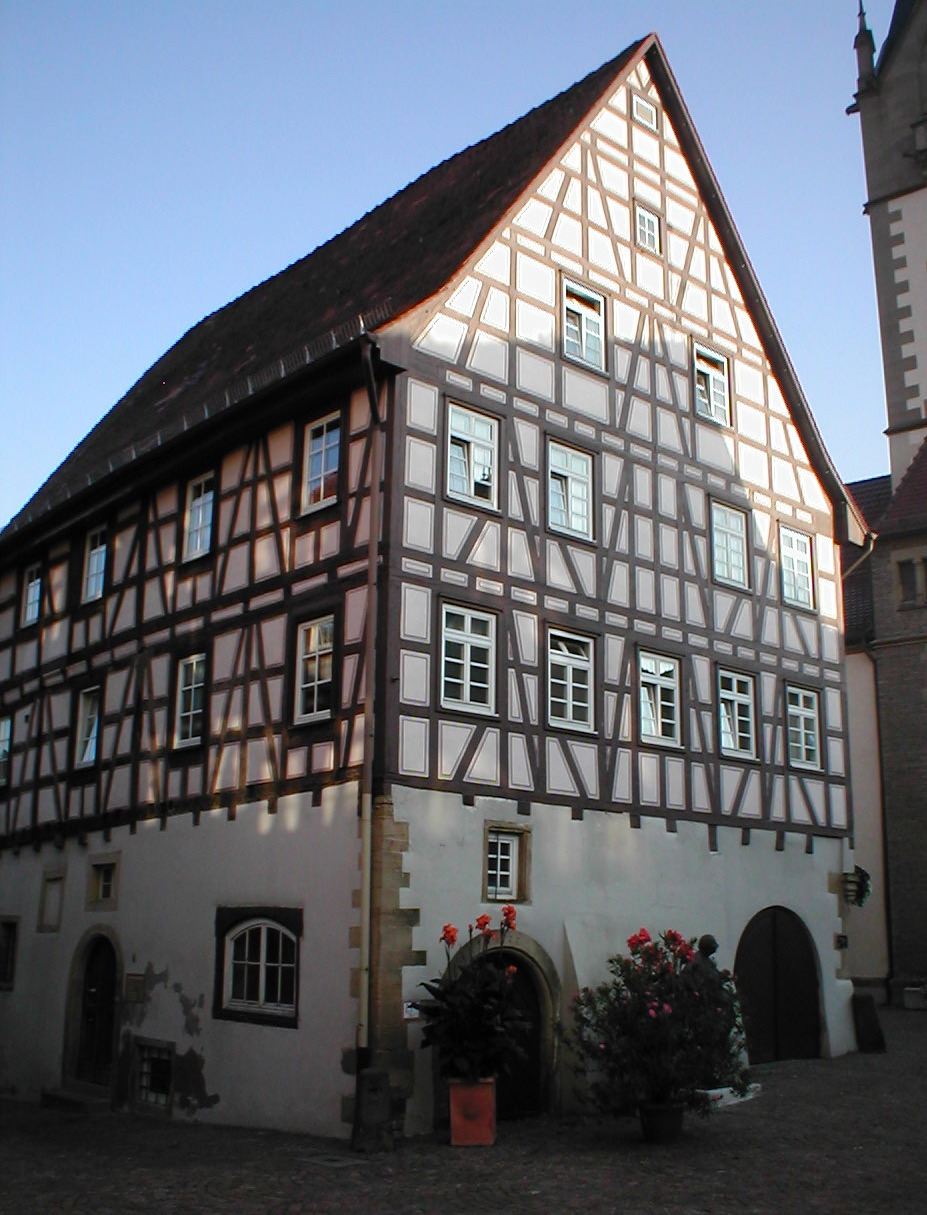
1627年建造の牧師補の居館
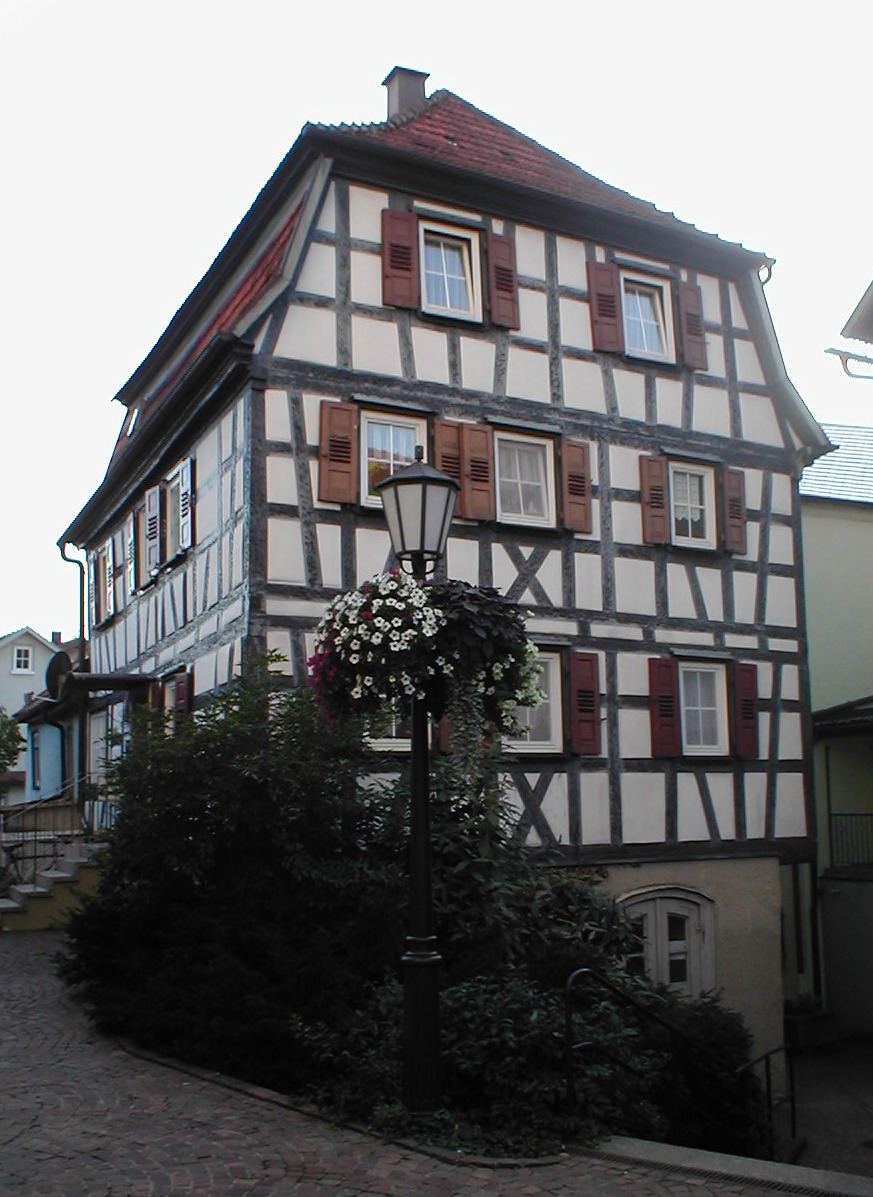
1783年建造の染物屋の館
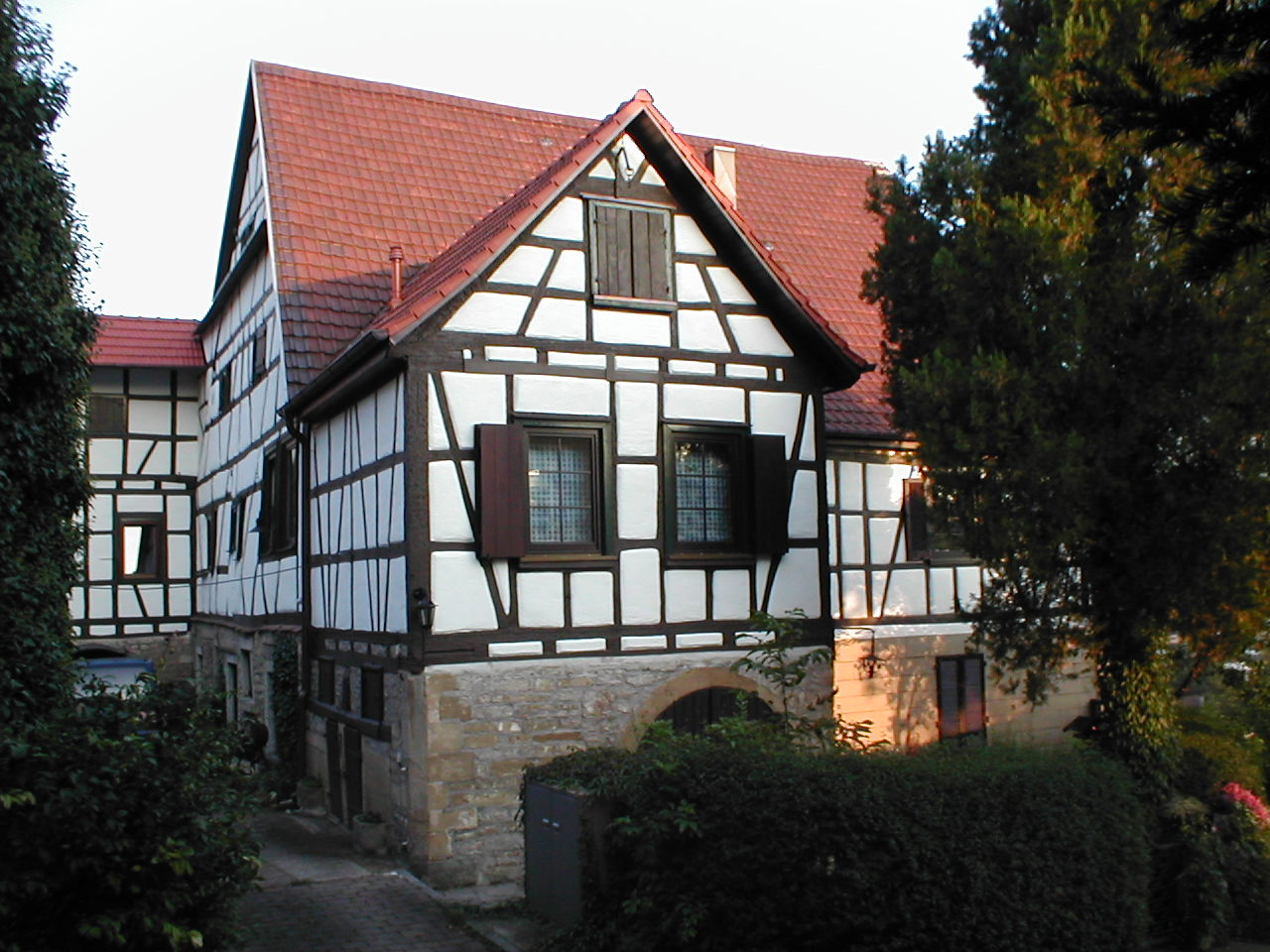
1758年建造の旧薬局
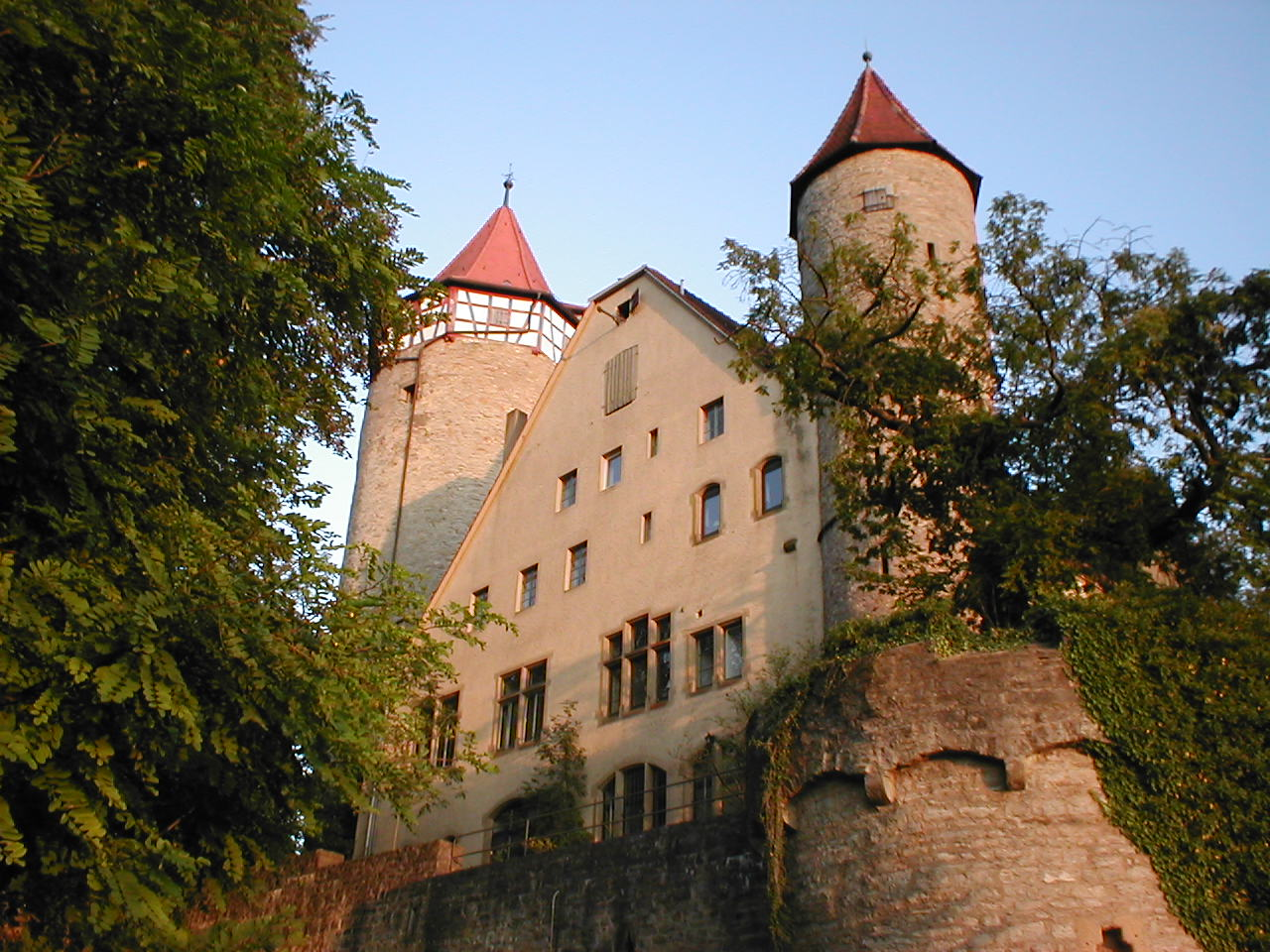
メックミュール城
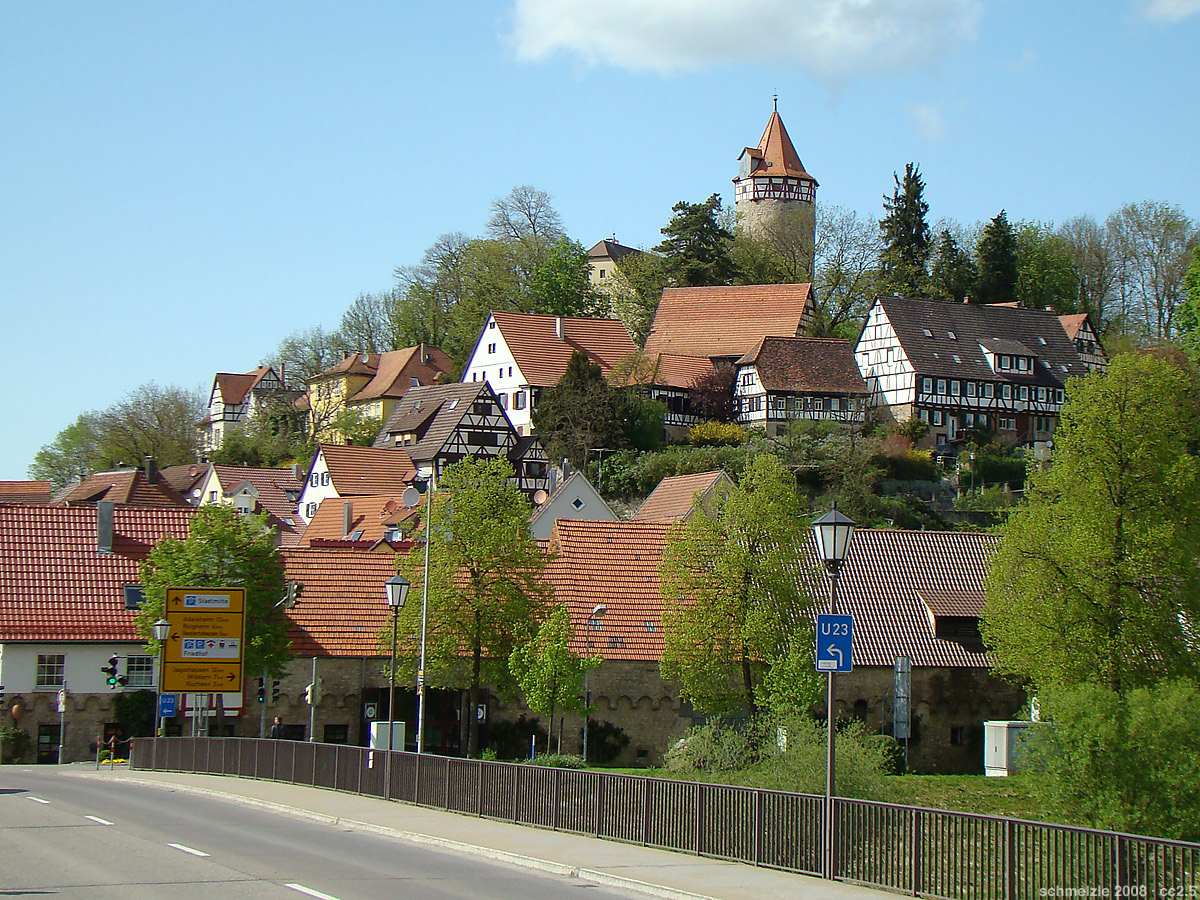
南東側から見たメックミュール城
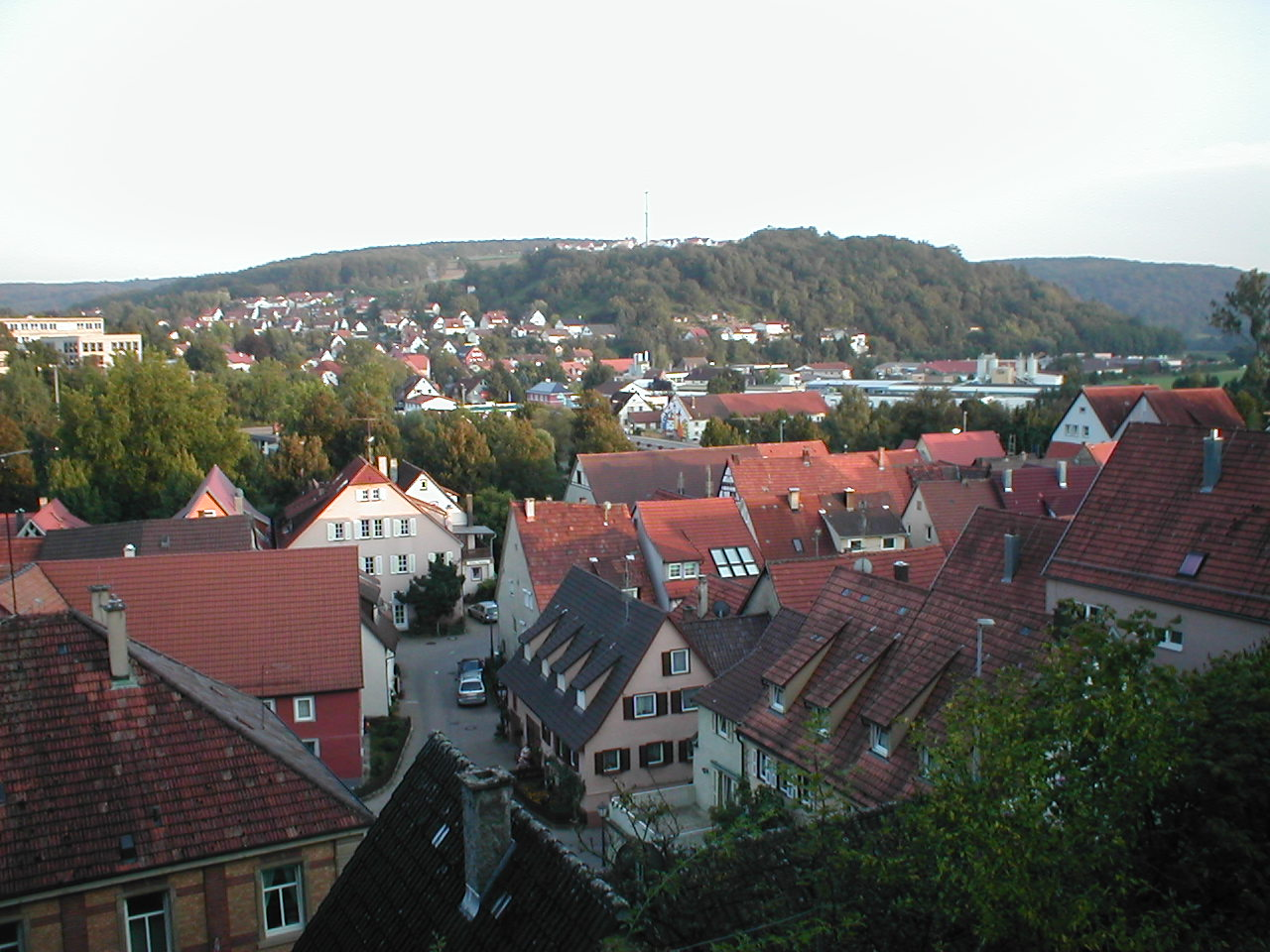
城山からのヤクスト渓谷方面の眺め

#### ツュトリンゲン
- ツュトリンゲン地区には、アスムシュタット城 (Schloss Assumstadt) がある。名前は、同名の入植地（古くは、アシュマンシュタット(Asmanstat)といった）に由来する。この城は、オーストリアの「女帝」マリア・テレジアから、かつての陸軍砲兵元帥エルリッヒスハウゼン男爵カールに贈られた城である。男爵の家門は1667年から、アスムシュタットに勢力を有していた。この城は、明らかにウィーンのシェーンブルン宮殿を模したと思われる箇所がある。門、暖炉、窓、床の一部は、プラハで製造されたシェーンブルン宮殿のコピーである。この城は、エルリッヒスハウゼン家の子孫からヴァルトブルク＝ヴォルフェック伯フーバートに売却され、現在も、この家の所有となっている。
- ツュトリンゲン近くのヤクスト川に面した山の斜面に、バロック様式に仕上げられたドーメネック城がある。ドーメネック城の創設は、13世紀にまで遡る。
- この他にツュトリンゲンには、1857年に建造されたネオロマネスク様式のプロテスタントの教区教会聖ルカ教会、1874年建造の学校兼旧町役場、1883年建造のカトリックの聖ルカ礼拝堂がある。プロテスタント教会近くの小さな公園に1914年から1918年に戦争で亡くなったこの町の人の名を記し、記念する戦役記念碑が建てられた。1945年以後、第二次世界大戦の犠牲者もこの記念碑に書き加えられた。ツュトリンゲン地区の最もユニークなランドマークは、かつての製糖工場の施設ジーロである。この建物は、この地区の旧市街の大半を見下ろして建っている。

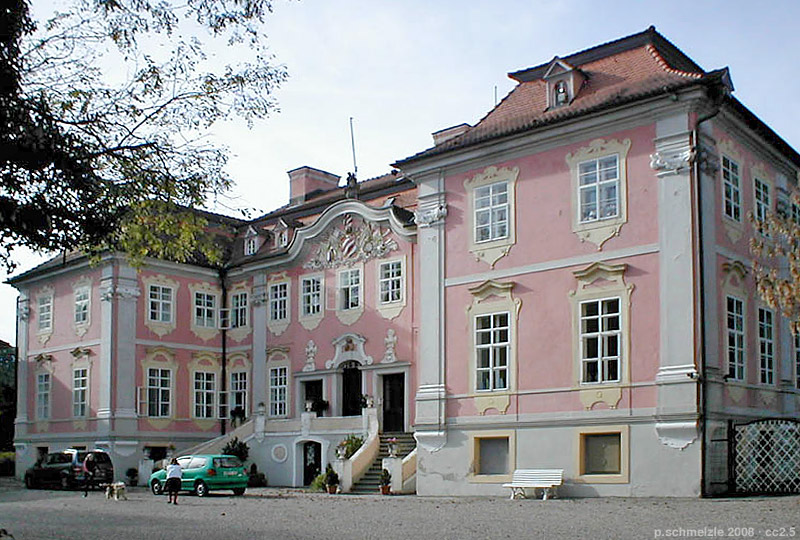
アスムシュタット城
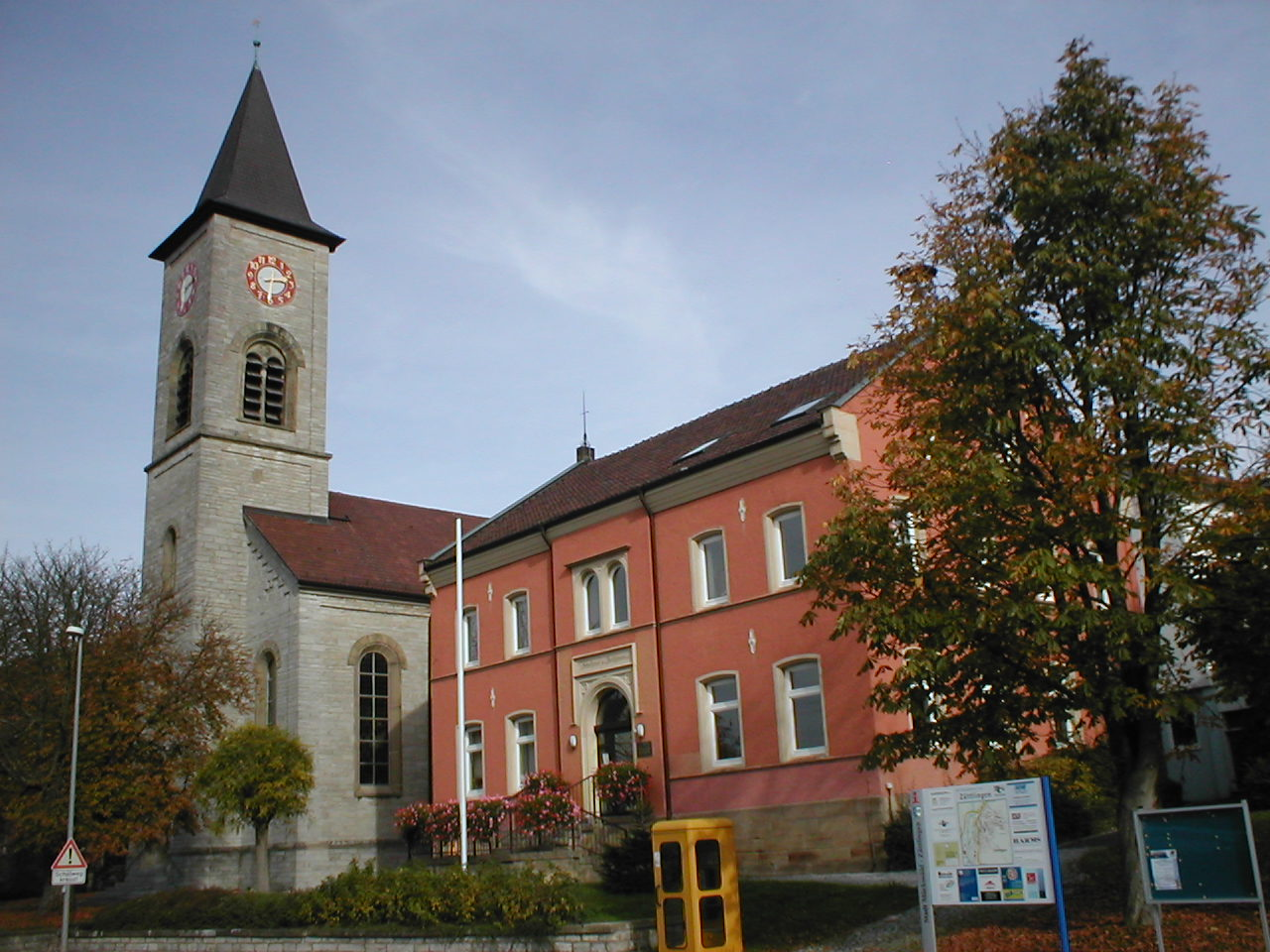
プロテスタントの教区教会と旧町役場
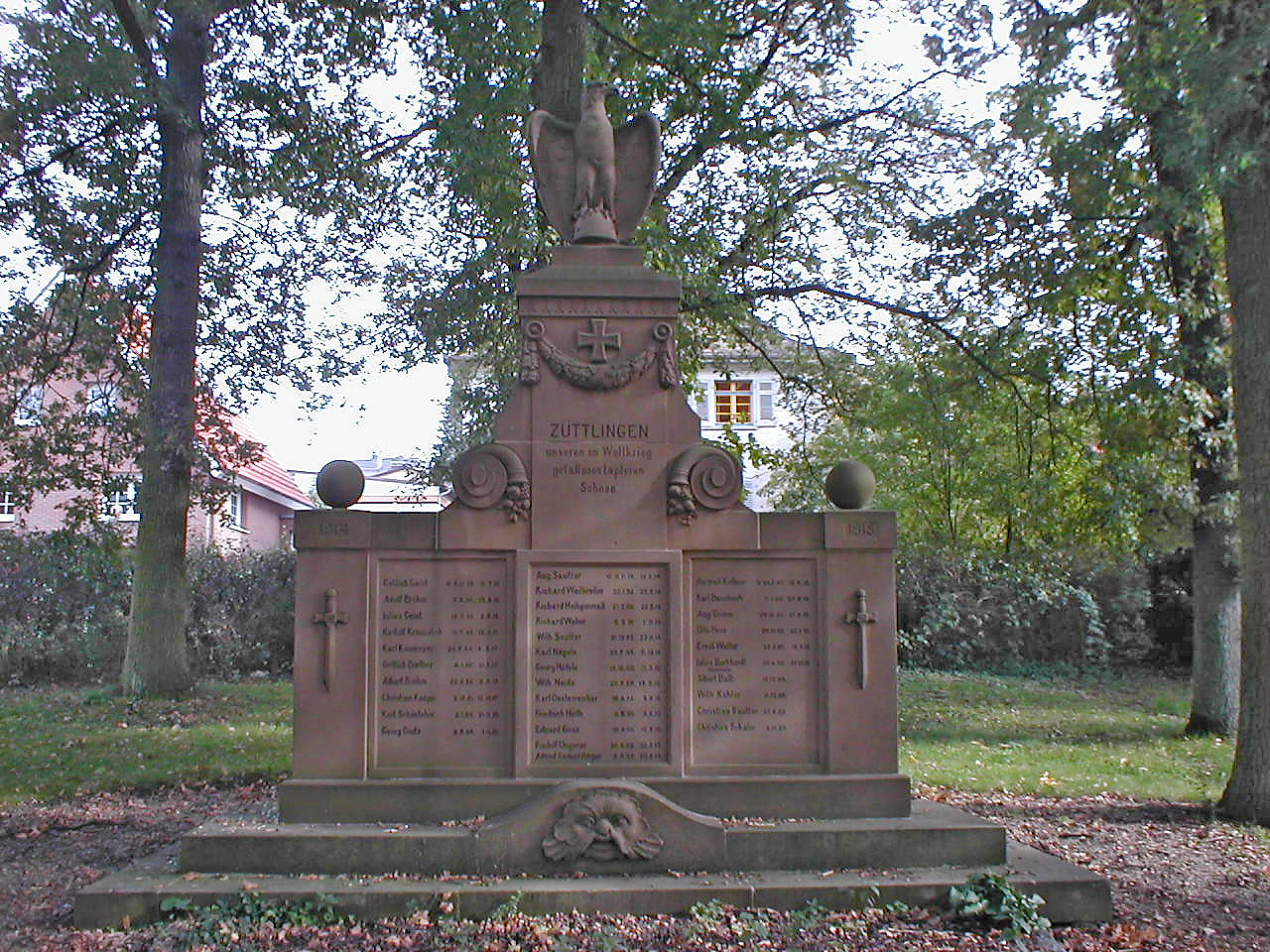
戦役記念碑
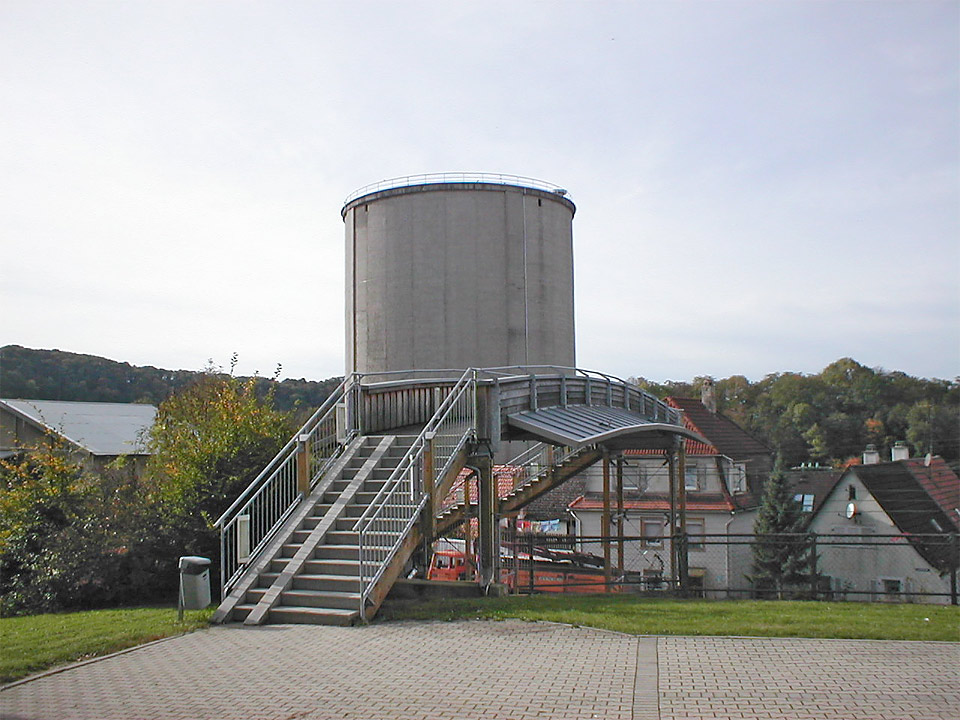
ジーロ

#### ビッテルブロン
ビッテルブロンには、墓地礼拝堂がある。墓地の門は戦役記念碑になっている。この集落の消防署は1818年に建てられたものである。

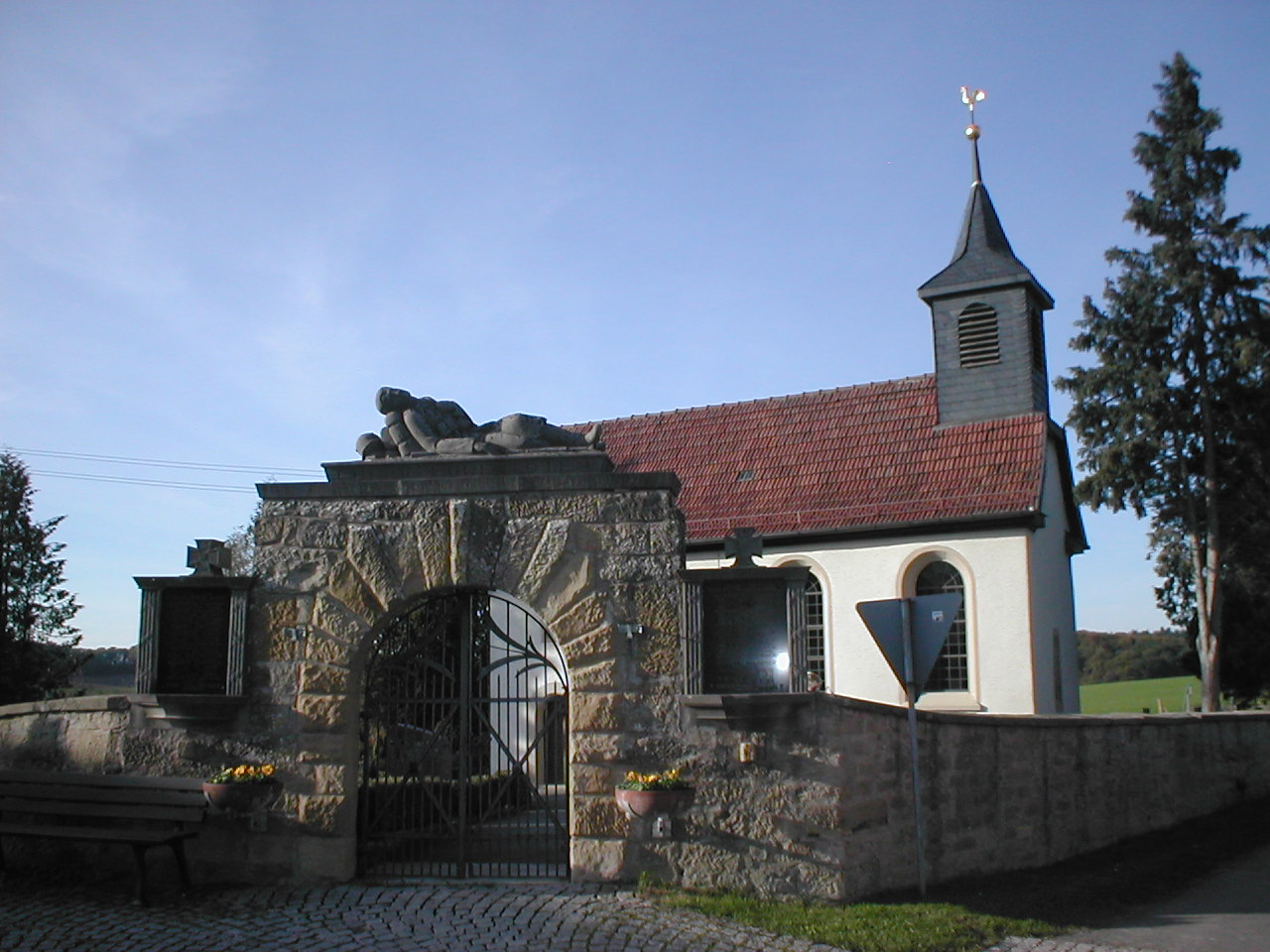
墓地礼拝堂
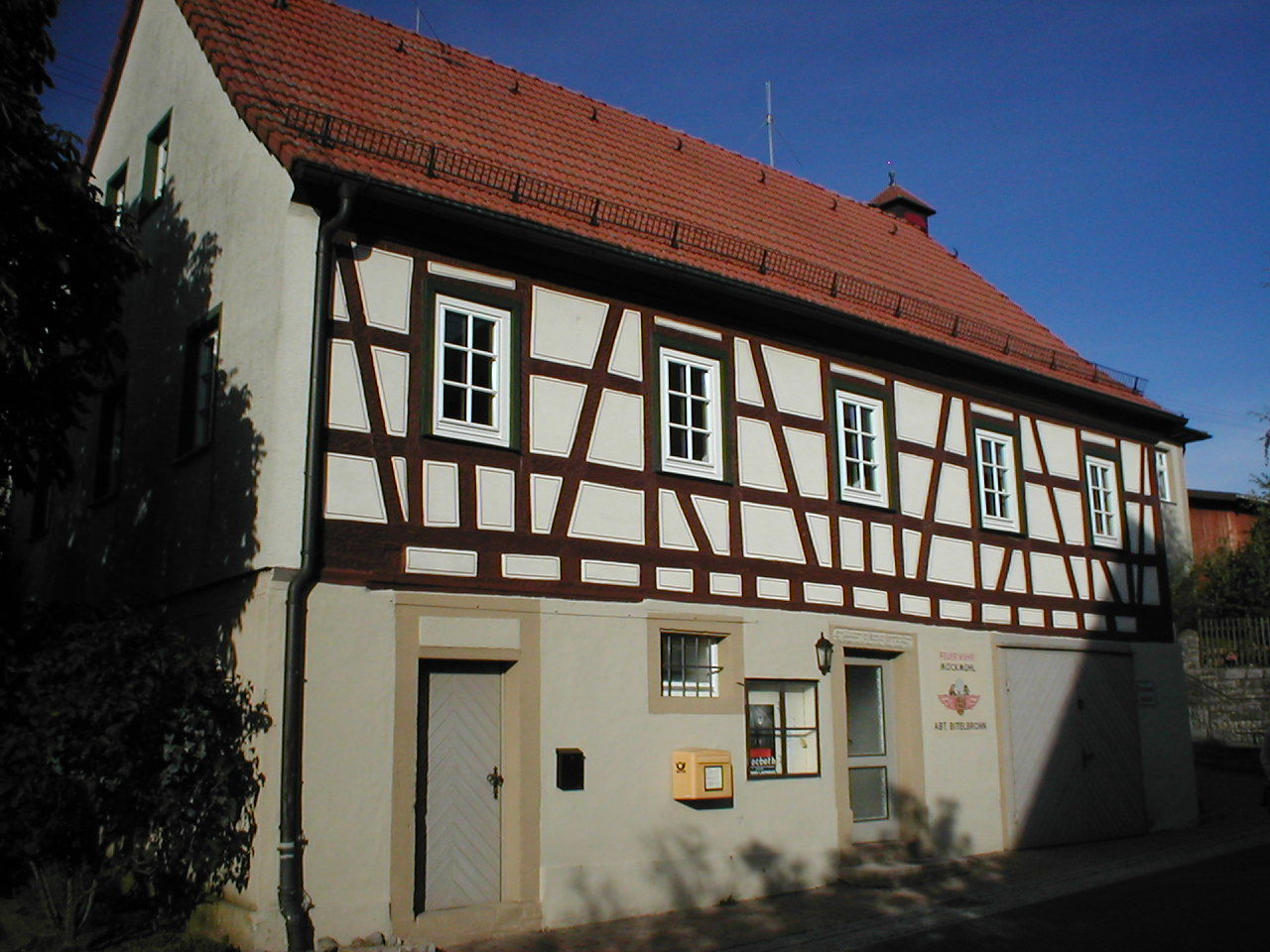
1818年に建造された消防署

## 経済と社会資本

### ワイン製造
メックミュールは、ヴュルテンベルク・ワイン製造地区でコッハー＝ヤクスト＝タウバー地方コッハーベルク大地区に属すワイン町である。独自の地域名としては、ホーフベルクやアンマーランデンといった名称で呼ばれる。

### 交通

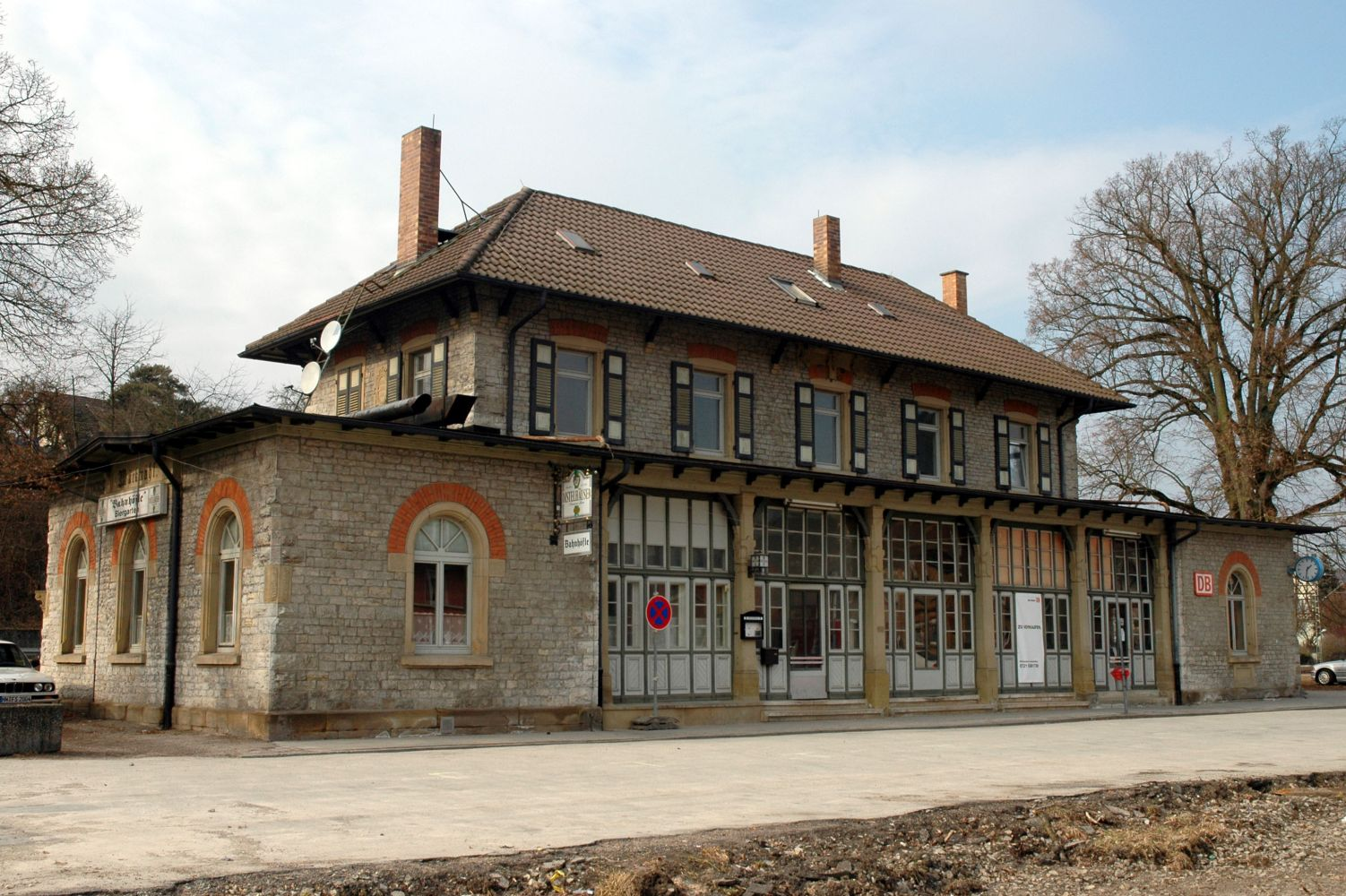
メックミュール駅。駅舎手前の細長い空き地は、ヤクストタール鉄道跡

メックミュールには、連邦アウトバーンA81号（ヴュルツブルク - ゴットマディンゲン線のインターチェンジがある。
この都市は、フランケン鉄道（シュトゥットガルト - ヴュルツブルク）で、広域鉄道網に接続している。2時間毎にシュトゥットガルト行き、ヴュルツブルク行きの地域急行が停車し、1時間毎にハイルブロン方面およびオスターブルケン方面への地域列車が停車する。地域列車は、ツュトリンゲンの駅にも停車する。
1988年までメックミュール駅はヤクストタール鉄道の始発駅であった。この鉄道は、軌道幅750mmの狭軌鉄道で、ヤクスト川沿いに（ルフゼン地区にも駅があった）、デルツバッハまで走っていた。1971年からは博物館路線として蒸気機関車の運行もなされていた。

### 地元企業
2000年に、従業員数1,000人を超える Kauflandグループの流通センターができた。この他には、Agria-Werke GmbH（農機具）や Möckmühl GmbH（金属加工）がある。

### メディア
メックミュールでのニュースは、日刊紙 Heilbronner Stimmeの北東部版 (NO) に掲載される。週刊の市政広報紙 Möckmühler Nachrichtenも発刊されている。商工会のコミュニティ紙 Von uns zu Euchは、月間で、催し物や文化ニュース、市の歴史などが掲載されている。

### 公共機関
1960年からメックミュール病院が開設されている。現在は、SLK-Kliniken医療協会に属している。病床数100、従業員数190人規模である。市営の屋内プールがある。

### 教育
音楽学校、ギムナジウム、実業中等学校、各1校をはじめ、多くの本課程、基礎課程の学校がある。

## 人物

### 出身者
- ヴィルヘルム・パーレト（1864年 - 1938年）牧師、写真家
- マルティン・シュヴァープ（1937年 - ）俳優

## 引用
1. ↑  Statistisches Landesamt Baden-Württemberg – Bevölkerung nach Nationalität und Geschlecht am 31. Dezember 2023 (CSV-Datei)